# Japan Ice Hockey League 2002/03
Die Saison 2002/03 war die 37. Spielzeit der Japan Ice Hockey League, der höchsten japanischen Eishockeyspielklasse. Meister wurde zum insgesamt zwölften Mal in der Vereinsgeschichte der Kokudo Ice Hockey Club.

## Modus
In der Regulären Saison absolvierte jede der sechs Mannschaften insgesamt 32 Spiele. Die vier bestplatzierten Mannschaften qualifizierten sich für die Playoffs, in denen der Meister ausgespielt wurde. Für einen Sieg nach regulärer Spielzeit bzw. Overtime erhielt jede Mannschaft zwei Punkte, für einen Sieg nach Shootout 1,5 Punkte, bei einer Niederlage nach Overtime bzw. Shootout einen Punkt und bei einer Niederlage nach regulärer Spielzeit null Punkte.

## Reguläre Saison

### Tabelle
|    | Team                   | GP | W  | OTW | SOW | OTL | L  | GF  | GA  | Pts  |
| -- | ---------------------- | -- | -- | --- | --- | --- | -- | --- | --- | ---- |
| 1. | Seibu Prince Rabbits   | 32 | 15 | 2   | 3   | 3   | 9  | 108 | 84  | 41,5 |
| 2. | Ōji Eagles             | 32 | 16 | 1   | 2   | 2   | 11 | 131 | 100 | 39   |
| 3. | Nippon Paper Cranes    | 32 | 14 | 1   | 1   | 3   | 13 | 104 | 100 | 34,5 |
| 4. | Kokudo Ice Hockey Club | 32 | 12 | 0   | 2   | 5   | 13 | 89  | 102 | 32   |
| 5. | Nikkō Ice Bucks        | 32 | 7  | 0   | 4   | 3   | 18 | 68  | 114 | 23   |

GP = Spiele, W = Siege, OTW = Siege nach Overtime, SOW = Siege nach Shootout, OTL = Niederlagen nach Overtime, SOL = Niederlagen nach Shootout, L = Niederlagen

## Playoffs

### Erste Runde
- Nippon Paper Cranes – Kokudo Ice Hockey Club 1:3/3:2

### Zweite Runde
- Ōji Eagles – Kokudo Ice Hockey Club 3:5/3:3

### Finale
- Seibu Prince Rabbits – Kokudo Ice Hockey Club 2:3 Siege (2:4, 4:2, 2:3, 2:1, 0:4)